# Тамра
Тамра (арап. طمرة, хебр. טַמְרָה или хебр. תַמְרָה) је већински арапски град у Северном округу државе Израел, који се налази у доњој Галилеји 5 km северно од Шефа Амра и приближно 20 km источно од Акоа. Град је 2018. године имао 33.851 становника.

## Историја
Тамра је древно село на брду. При градњи нових сеоских кућа стари четвртасти камени блокови се поново употребљавају. У селу постоје цистерне и гробнице које су уклесане у стене.
Током крсташке ера 1253, Џон Алеман, господар Цезареје, продао је неколико села, укључујући Тамру, Хоспиталцима. Поменута је 1283. у худни то јест споразуму о примирју, као део територије под контролом крсташа, примирје је договорено између крсташа из Акоа и мамелучког султана Калавуна.

### Османско доба
Тамра, је укључена у састав Османског царства 1517. године, а према попису 1596. године село се налазило у нахији Ако, која је била део Санџака Сафад. Становништво су чинила 22 муслиманска домаћинства. Плаћали су фиксну пореску стопу од 20% на пшеницу, јечам, стабла воћа, памук, повремене приходе, кошнице и зимске пашњаке; укупно 2.929 Акчи. Село је 1799. поменуто под именом „Томрат” на мапи Пјера Жакотена.
Британски конзул Роџерс проценио је 1859. године да село има 1.200 становника, такође је забележио да су сви они муслимани, као и да култивисано подручје покрива површину од 80 федана, док је Виктор Герен 1875. навео да има 800 становника, и да су сви муслимани.
Британски Фонд за Истраживање Палестине (PEF) је 1881. спровео Премер Палестине, при опису села Тамра наведено је следеће: „Велико село, са малом џамијом на источној и бунар на северној страни села. Западно од кућа постоји гробница уклесана у камену. Јужно од села, у долини, леп маслињак се протеже све до Ер Рувејса”.
Попис становништва који је спроведен око 1887. године показао је да Тамра има око 535 становника, као и да су сви муслимани.

### Доба Британског мандата над Палестином
У време пописа становништва у Палестини (1922) Тамра је имала 1.111 становника, од којих су сви били муслимани, на следећем  попису становништва у Палестини (1931) број становника је порастао на 1.258, а сви су били муслимани, и живели су у укупно 282 домаћинства.
Према статистичким подацима о селима Палестине, које је прикупила влада Британског мандата над Палестином (1945), Тамра је имала 1.830 становника, од којих су сви били муслимани, док је површина земље која је припадала селу била 30.559 дунама. За плантаже и земљиште које је наводњавано коришћено је 1.564 дунума, за житарице 14.434 дунума, док је 206 дунума било грађевинско земљиште (под кућама).

### Држава Израел
Тамру су израелске снаге преузеле од Арапске ослободилачке војске и Сиријске војске у Арапско-израелском рату (1948), у акцији која је била део Операције Декел. Цивилно становништво евакуисано је 20. маја 1948. по наредби арапских нерегуларних снага. Према Бенију Морису, постојао је страх да ће се село предати Јишуву. Град је нагло порастао у првих неколико година постојања Израела као независне државе, због прилива палестинских избеглица из оближњих уништених села, као што су Ал Бирва или Ал Дамун. Израелске власти су велики део градског пољопривредног земљишта одузеле и доделиле га земљорадничким задругама и оближњим јеврејским насељима, као што је Мицпе Авив. Тамра је статус локалног већа добила 1956. године, а за град је проглашена 1996. године.
Град је постао познат по великој фабрици млечних производа названој „Раџеб-Тамра”, која држи одређени удео у тржишту млечних производа у Израелу, посебно у арапском сектору.

## Демографија
Према Државном заводу за статистику Израела (ДЗС), крајем 2007. године град је имао укупно 27.300 становника. Етничка и верска структура града 2001. године била је хомогена, становништво је готово у потпуности било арапско (99,6% муслиманске вере), без значајног удела јеврејског становништва.
Према подацима ДЗС-а, 2001. године у граду је живело 11.900 мушкараца и 11.400 жена.
Старосна структура је била следећа:
| Проценат (%)                               | 48,5 | 18,0 | 19,7 | 9,0 | 1,6 | 3,0 |
| Извор: Државни завод за статистику Израела |      |      |      |     |     |     |

## Економија
Према подацима Државног завода за статистику Израела, у граду је 2000. живело 3.908 запослених и 375 самозапослених радника. Просечна месечна плата запосленог радника у граду 2000. износила је 2.887 шекела, што је реални раст од -2,2%. Запослени мушкарци су имали просечну месечну плату од 3.358 шекела у поређењу са 1.977 шекела колико су примале жене, што је реални раст од -7,6%, то јест пад од 7,6%. Просечни приход самозапослених је био 4.763 шекела. Накнаду за незапослене је примало 445 људи, а 5.290 је примало загарантоване приходе.

## Образовање
Према подацима Државног завода за статистику Израела, у граду постоји 13 школа, које је похађало 5.779 ученика. Распоређених у 9 основних школа са 4.000 ученика, и 3 средње школе са 2.324 средњошколаца. Према истом извору 2001. године 54,6% ученика 12. разреда стекло је право на сертификат о зрелости (енгл. matriculation certificate).
Крајем деведесетих социолог Асад Ганим је у Тамри основао невладину организацију (енгл. NGO), названу Ибн Халдун, која се залагала за већу заступљеност арапске историје у школском програму у израелским школама.

## Спорт
Фудбалски клубови који тренутно постоје у граду су Макаби Тамра и Цејреј Тамра, оба клуба играју у лиги Гимел (пета лига) израелског фудбала. Макаби Тамра и Хапоел Бнеј Тамра (који је престао да постоји), играли су у прошлости (1988. и 2006) у лиги Арцит (некадашња трећа лига), након што су у њу прешли из лиге Алеф, која је у то доба била за ранг ниже (данас је трећа лига).

## Познате личности
- Мохамед Авед (рођен 1997), фудбалер Макабија из Хаифе